# Studeriotes semperi
Studeriotes semperi is een zachte koraalsoort uit de familie Viguieriotidae. De koraalsoort komt uit het geslacht Studeriotes. Studeriotes semperi werd in 1888 voor het eerst wetenschappelijk beschreven door Studer. 